# Каледонія (Вісконсин)
Каледонія (англ. Caledonia) — селище (англ. village) в США, в окрузі Расін штату Вісконсин. Населення — 25 361 особа (2020).

## Географія
Каледонія розташована за координатами 42°47′52″ пн. ш. 87°52′20″ зх. д. / 42.79778° пн. ш. 87.87222° зх. д. (42.797700, -87.872150).  За даними Бюро перепису населення США в 2010 році селище мало площу 126,19 км², з яких 117,67 км² — суходіл та 8,51 км² — водойми. В 2017 році площа становила 118,25 км², з яких 117,49 км² — суходіл та 0,76 км² — водойми.

## Демографія
Згідно з переписом 2010 року, у селищі мешкало 24 705 осіб у 9629 домогосподарствах у складі 7187 родин. Густота населення становила 196 осіб/км².  Було 10056 помешкань (80/км²).
Расовий склад населення:
| - 91,7 % — білих - 2,8 % — чорних або афроамериканців - 1,8 % — азіатів - 0,4 % — корінних американців - 1,5 % — осіб інших рас |

До двох чи більше рас належало 1,8 %. Частка іспаномовних становила 5,3 % від усіх жителів.
За віковим діапазоном населення розподілялося таким чином: 22,6 % — особи молодші 18 років, 63,0 % — особи у віці 18—64 років, 14,4 % — особи у віці 65 років та старші. Медіана віку мешканця становила 43,5 року. На 100 осіб жіночої статі у селищі припадало 98,9 чоловіків;  на 100 жінок у віці від 18 років та старших — 97,5 чоловіків також старших 18 років.
Середній дохід на одне домашнє господарство  становив 88 430 доларів США (медіана — 69 045), а середній дохід на одну сім'ю — 99 712 долари (медіана — 79 319). Медіана доходів становила 57 684 долари для чоловіків та 44 851 долар для жінок. За межею бідності перебувало 5,4 % осіб, у тому числі 5,2 % дітей у віці до 18 років та 5,7 % осіб у віці 65 років та старших.
Цивільне працевлаштоване населення становило 12 213 осіб. Основні галузі зайнятості: виробництво — 24,9 %, освіта, охорона здоров'я та соціальна допомога — 18,6 %, роздрібна торгівля — 10,8 %, науковці, спеціалісти, менеджери — 8,8 %.